# M-24
М-24 је тип трамваја, израђен по пројекту Драгутина Мандла. Градили су се од 1924. године. Били су прилагођени за десну вожњу, која је у Загребу ступила на снагу 1. јануара 1926. г. У свом веку производње, производио се као двосмерни (имао је две управљачнице, сваку са једне стране). 1940-их и 1950-их година врши се преграђивање у једносмерне. Задњи примерци су одмах направљени као једносмерни.
Касније се престају производити и замењује их серија TMK 101. Трамваји су коришћени све до доласка типа Татра T4 (1976. и 1977. године), када се повлаче из употребе.

## Технички подаци
- Дужина: 10 метара
- Ширина: 2.05 метар
- Тежина: око 10 тона
- Снага мотора: 2 × 35 кВ

Моторна и ручна кочница, касније је на неке стављена шинска кочница. (Због потребе тада још постојеће Мирогојске пруге, која је имала велики пад па су им биле потребне јаче кочнице).

## Cачувани примерци
У оригиналном стању су сачувана два примерка овог типа, један као туристички трамвај, а један као музејски (у власништву загребачког Техничког музеја). Сачуван је и по један примерак припадајућих приколица „Пагода“ и „Кошак“. Сва наведена возила су у возном стању. Такође, неки М-24 су још у употреби као радна возила.